# 拉本瓦尔德
拉本瓦尔德是奥地利施蒂利亚州哈特贝格县的一个市镇。总面积16.91平方公里，总人口652人，人口密度38.6人/平方公里（2005年）。